# Etilen-vinil acetat
Etilen vinil acetat (znan tudi kot EVA) je kopolimer etilena in vinilacetata. Masnih odstotkov vinilacetata se običajno giblje od 10 do 40%, preostanek pa je etilen.
Je polimer, vendar ga ni mogoče obdelati tako kot druge termoplaste. Material je  vzdržljiv pri nizkih temperaturah, ima vodotesne lastnosti in je odporen proti UV sevanju. EVA ima značilen kiselkast vonj in je konkurenčn izdelkom iz gume.